# Бакстон, Леонард Хэлфорд Дадли
Леона́рд Хэ́лфорд Да́дли Ба́кстон (англ. Leonard Halford Dudley Buxton; 1889 — 1939) — британский антрополог.

## Биография
Учился в Колледже Рэдли и Эксетерском колледже Оксфордского университета.
В 1928—1939 годах — преподаватель (англ. Reader) физической антропологии Оксфордского университета.
Проводил полевые исследования в Индии, Китае, Мальте, Месопотамии, Судане и США. В 1913 году под руководством профессора Джона Майреса проводил археологические раскопки Лапитуса на Кипре. Во время своих обширных путешествий документировал свою научно-исслеовательскую деятельность с помощью фотографии, которые в настоящее время хранятся в музее Питт-Риверса. В 1930-х годах проводил  в Оксфордском университете совместные исследования с антропологом Беатрис Блэквуд. Коллекционировал ткани, которые в настоящее время хранятся в музее Питт-Риверса, Бэнкфилдском музее в Галифаксе и Британском музее.
В 1914—1918 годах, во время Первой мировой войны, служил во Франции в составе 79-го Её Величества пехотного полка камеронских горцев и в разведывательной службе.
Член Королевского общества древностей и Общества антиковедов Шотландии

## Научные труды
- Ray M. B., Buxton L. H. D. Some pathological and other conditions observed among the human remains from a prehistoric Ethiopian cemetery in the Southern Sudan. 1914. (Paper from the 17th International Congress of Medicine, London, 1913.)
- Buxton L. H. D. The anthropology of Cyprus (1920).
- Buxton L. H. D. The Inhabitants of the Eastern Mediterranean (1920).
- Buxton L. H. D. Notes on Cypriot Textiles (1921).
- Buxton L. H. D. The ethnology of the Mediterranean Basin. A paper read in the Aula Magna of the Malta University on the 7th January 1921. Malta : Empire Press 8, Strada Magazzin, Floriana, 1921
- Buxton L. H. D. “The Ethnology of Malta and Gozo.’” // The Journal of the Royal Anthropological Institute of Great Britain and Ireland[англ.] (JRAI). 1922. Vol. 52. P. 164-211.
- Buxton L. H. D. The Eastern Road. London (1924).
- Buxton L. H. D. Primitive Labour (1924).
- Buxton L. H. D. Monkey to man. — London: G. Routledge & Sons, Limited, 1929. — 76 p.
- Buxton L. H. D. The Pitt-Rivers Museum, Farnham : general handbook. — Farnham Museum, 1929. — 63 p.
- Buxton L. H. D. Künstlich deformierte Schädel von Cypern (1931).
- Buxton L. H. D. Report on the human remains found at Kish // The Journal of the Royal Anthropological Institute of Great Britain and Ireland[англ.], v. LXI, 1931
- Buxton L. H. D. A Cloisonne Staff-head from Cyprus (1932).
- Buxton L. H. D. An Introduction to Oxfordshire Folklore // Folklore[англ.] (1934).
- Buxton L. H. D., Gibson S.[англ.] Oxford university ceremonies. — Oxford : The Claredon Press, 1935. — xii, 168 p.
- Buxton L. H. D., Trevor J. C., Measurements of Oxfordshire Villagers // The Journal of the Royal Anthropological Institute of Great Britain and Ireland[англ.]. 1939. Vol. 69. P. 1-10.
- Buxton L. H. D. The peoples of Asia London: Dawsons (1968).